# Wiktor Sergejewitsch Jegerew
Wiktor Sergejewitsch Jegerew (russisch Виктор Сергеевич Егерев; * 18. November 1923 in Botino bei Moskau; † 20. April 2016 in Moskau) war ein sowjetisch-russischer Architekt. Er gehört zu den wichtigsten Architekten der Nachkriegszeit in der Sowjetunion und prägte maßgeblich den damaligen Architekturdiskurs.

## Leben
1941 schloss Jegerew die Schule in Moskau ab und wurde zur Armee eingezogen. Bei der Schlacht von Stalingrad verlor er ein Bein und wurde im Mai 1943 demobilisiert. 1944 trat er in das Moskauer Architektur-Institut ein, das er 1950 abschloss. Nach seinem Abschluss arbeitete er in der Werkstatt Nr. 1 des Mossowjet. Später arbeitete er als Leiter von Mosproekt-1 und Mosproekt-2.
1972 wurde er Sekretär des Vorstandes der Union der Architekten der UdSSR. Ab 1982 leitete er das zentrale wissenschaftliche Forschungsinstitut für pädagogische Gebäude. 1988 erhielt er den Ehrentitel Verdienter Architekt des Volkes der UdSSR, der höchsten Auszeichnung für Architekten der UdSSR. Insgesamt wurden nur 45 Architekten mit diesem Titel geehrt.
Er wurde auf dem Friedhof Trojekurowo begraben.

## Werke (Auswahl)

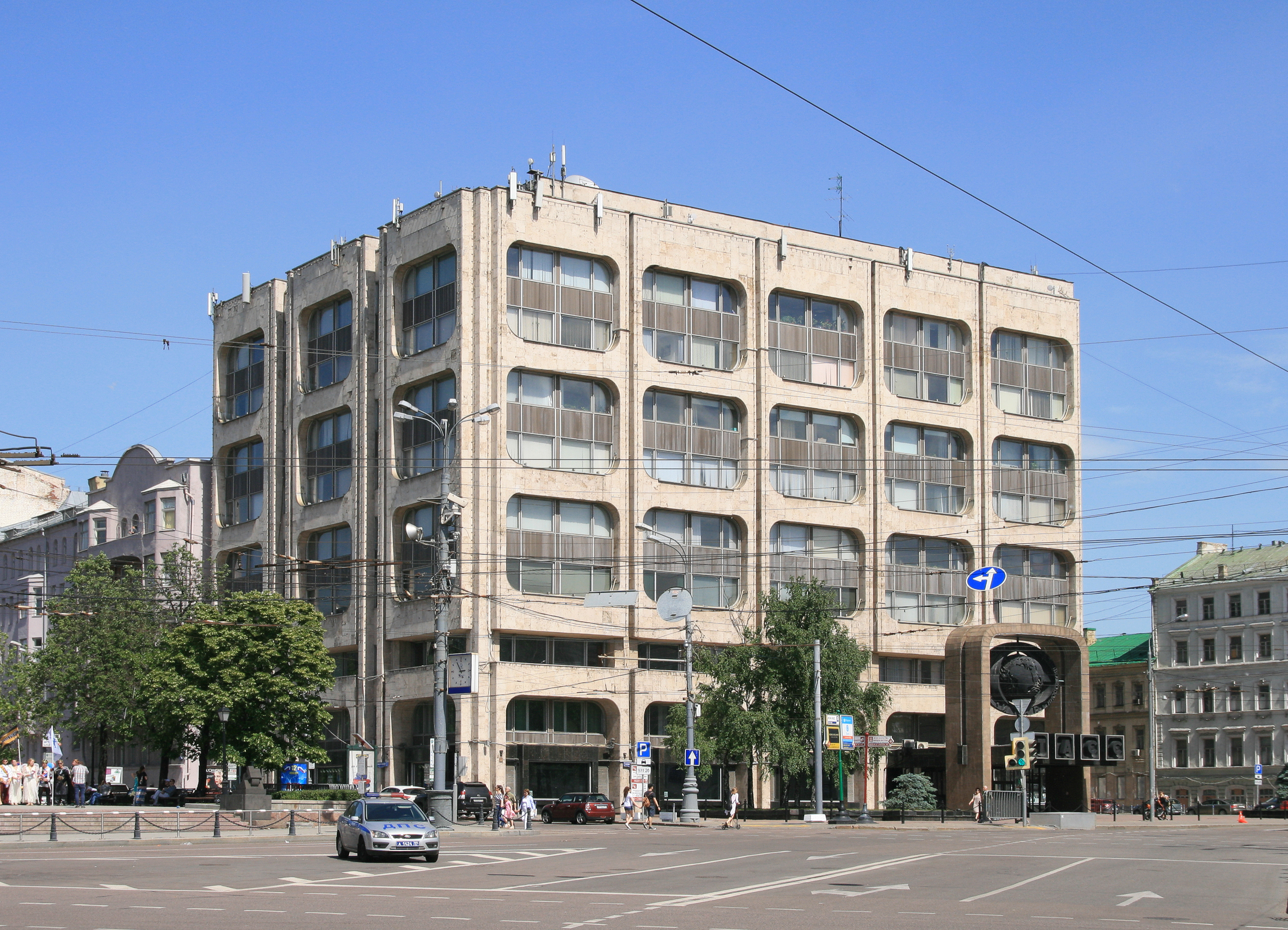
Gebäude der ITAR-TASS (2014)

- Gebäude der ITAR-TASS (2014)1954 (mit Michail Konstantinow, Feliks Nowikow und Igor Pokrowski): Metrostation Krasnopresnenskaja (nur unterirdischer Teil, nicht das Empfangsgebäude)
- 1958–62 (mit Igor Pokrowski, Boris Paluj, Wladimir Kubasow und Felix Nowikow): Pionierpalast Moskau
- 1977 (mit A. Schajchet, S. Abramowa, G. Sirota): Gebäude der ITAR-TASS

## Auszeichnungen

### Sowjetunion
- Verdienter Architekt des Volkes der UdSSR (1988)
- Verdienter Architekt der RSFSR (1974)
- Orden des Vaterländischen Krieges, I. Klasse (1985) und II. Klasse
- Medaille „Für die Verteidigung Stalingrads“
- Jubiläumsmedaille „Zum Gedenken an den 100. Geburtstag von Wladimir Iljitsch Lenin“
- Medaille „Sieg über Deutschland“
- Medaille „20. Jahrestag des Sieges im Großen Vaterländischen Krieg 1941–1945“
- Medaille „30. Jahrestag des Sieges im Großen Vaterländischen Krieg 1941–1945“
- Medaille „40. Jahrestag des Sieges im Großen Vaterländischen Krieg 1941–1945“
- Medaille „50. Jahrestag des Sieges im Großen Vaterländischen Krieg 1941–1945“
- Medaille „60. Jahrestag des Sieges im Großen Vaterländischen Krieg 1941–1945“
- Medaille „65. Jahrestag des Sieges im Großen Vaterländischen Krieg 1941–1945“
- Medaille „Veteran der Arbeit“
- Medaille „50 Jahre Streitkräfte der UdSSR“
- Medaille „60 Jahre Streitkräfte der UdSSR“
- Medaille „70 Jahre Streitkräfte der UdSSR“

### Russische Föderation
- Preis des Präsidenten der Russischen Föderation (2003)
- Verdienstorden für das Vaterland, IV. Klasse
- Schukow-Medaille